# Trigomphus nigripes
Trigomphus nigripes is een echte libel uit de familie van de rombouten (Gomphidae).
De wetenschappelijke naam van de soort werd in 1887 als Gomphus nigripes gepubliceerd door Edmond de Selys Longchamps.

## Synoniemen
- Trigomphus anormolobatus Bartenev, 1912